# Трансанатолійський газогін
Трансанатолі́йський газогі́н (TANAP) — газогін з Азербайджану через Туреччину до Європи. Призначений для транспортування газу другої стадії розробки родовища Шах-Деніз (Азербайджан). Планована потужність газогону в початковій стадії становить 16 млрд кубометрів природного газу на рік з подальшим збільшенням до 23 млрд на 2023 рік.

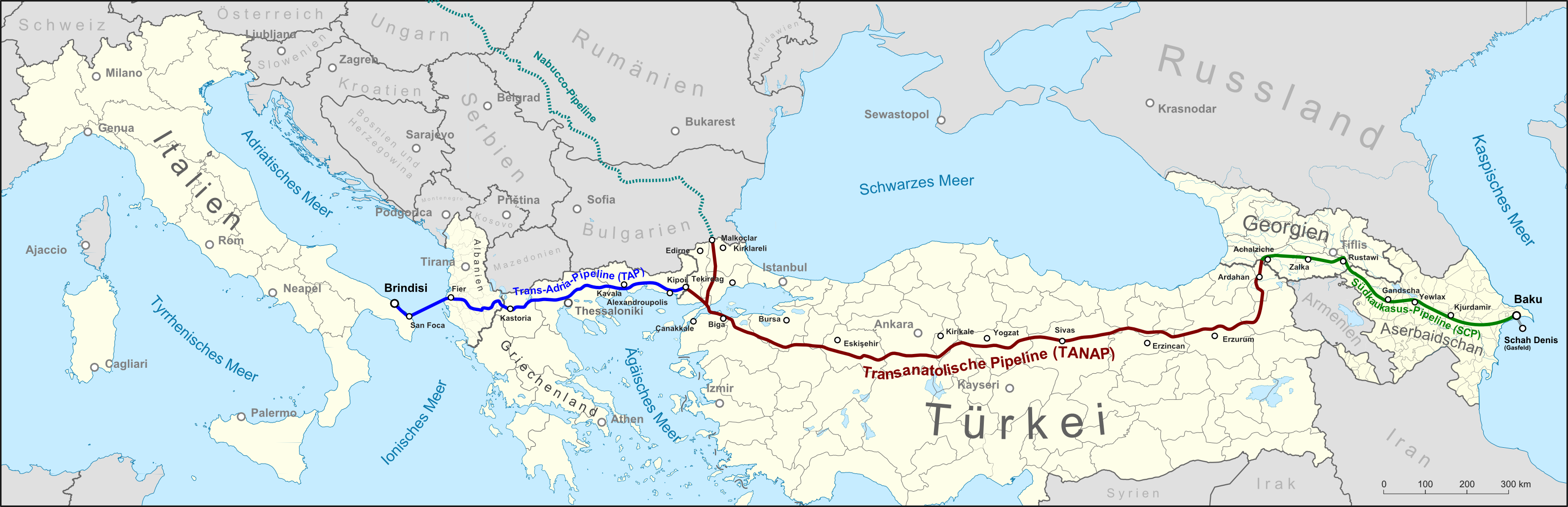
Трансанатолійський газогін (2015)

До Туреччини газ потрапить в 2018 році, а після завершення будівництва Трансадріатичного газопроводу (ТАР) газ надійде в Європу приблизно на початку 2020 року.

## Історія проєкту
Проєкт був анонсований 17 листопада 2011 на Третьому Чорноморському енергетичному і економічному форумі в Стамбулі. 26 грудня 2011, Туреччина та Азербайджан підписали меморандум про взаєморозуміння, консорціум для будівництва та експлуатації газогону.
Навесні 2012 року, було запущено процес проведення дослідження техніко-економічного обґрунтування.  26 червня 2012, президент Азербайджану Ільхам Алієв і прем'єр-міністр Туреччини Реджеп Таїп Ердоґан підписали договір що до газогону.
Передбачається, що газогін буде коштувати US $ 10-11 млрд. Будівництво планується почати в 2015 році і має бути завершено до 2018 року.
12 липня 2018 р. газогін відкрито

## Потужність
Планована потужність газогону складе 16 млрд кубометрів природного газу на рік в початковій стадії і буде збільшена пізніше до 23 мільярдів кубічних метрів до 2023 року, 31 млрд кубометрів до 2026, і на завершальному етапі 60 млрд. кубометрів , щоб мати можливість транспортувати додаткові поставки газу з Азербайджану і у разі введення в дію Транскаспійського газогону з Туркменістану. Його потужність буде збільшена шляхом додавання паралельних циклів і компресорних станцій відповідно до збільшення наявних запасів На середину 2010-х в стадії розробки діаметр рури 48'' (56'') (1 200 або 1 400 мм).

## Маршрут
Газогін починатиметься з Сангачальського терміналу на території Азербайджану і буде розширенням Південно-Кавказького газогону (SCPx). Від кінцевої точки SCPx, що знаходиться в Ерзурумі він буде прямувати до Ескішехір, де буде відгалуження для турецьких споживачів. Від турецько-грецького кордону прямуватиме до Греції, Албанії і до кінцевої точки в Італії .Точний маршрут газогону ще не встановлено. Тим не менш, було оголошено, що одна гілка з Туреччини піде на Грецію а інша, до Болгарії. Він також буде з'єднаний з Трансадріатичним газогоном .

## Акціонери
«SOCAR» (80%), «BOTAŞ» (15%), і «TPAO» (5%) є компаніями-фундаторами консорціуму. SOCAR має право продати частину своїх акцій міноритарним партнерам. BP домовилася про придбання 12% акцій у цьому проєкті. Проєкт компанії TANAP матиме штаб-квартиру в Нідерландах.